# پری (جورجیا)
پری، جورجیا (به انگلیسی: Perry, Georgia) یک شهر در ایالات متحده آمریکا با جمعیت ۱۲٬۹۹۰ نفر است که در جورجیا واقع شده‌است.

## موقعیت جغرافیایی
موقعیت جغرافیایی شهرها و مناطق اطراف به شرح زیر است: